# Delia fabricii
Delia fabricii är en tvåvingeart som först beskrevs av Holmgren 1872.  Delia fabricii ingår i släktet Delia och familjen blomsterflugor. Arten är reproducerande i Sverige. Inga underarter finns listade i Catalogue of Life.